# 隼人之風號列車
「隼人之風」（日语：／ Hayatonokaze */?）是日本九州旅客鐵道於吉松車站 - 鹿兒島中央車站間，經肥薩線、日豐本線、鹿兒島本線運行的特別急行列車。
本項目中，也一併說明與「隼人之風」併結運行，在吉松車站分開連結再行駛至人吉車站的臨時特急列車「人吉隼人之風（人吉はやとの風）」 
2022年3月21日 服務結束

## 概要
特急列車「隼人之風」是從2004年3月13日，九州新幹線南段開業時，為了讓使用九州新幹線的旅客能夠連接到霧島號列車方面，因此而開始運行的觀光列車。 
至2022年3月21日 服務結束。
列車將於2022年秋天改裝成新觀光列車「雙星4047」日文「ふたつ星4047」行走長崎及武雄溫泉。

## 運行概況
從吉松車站 - 鹿兒島中央車站間，一天往返二個班次。與同時期開始運行的「九州橫斷特急」一樣，僅使用一個駕駛員單人操作，但會配合兩位客室乘務員做驗票的工作。在旅客較多的時期會增加到三輛連結運行，並增加人力處理車掌以及乘客事務。
由於本列車的觀光特性，會有以下的特色：
1. 在停靠20世紀初期建造的木造車站（大隅横川車站、嘉例川車站）時，停車時間會延長(五至七分鐘不等,每季不同)。
2. 在能夠眺望櫻島的龍ヶ水車站，會停車4分鐘（但僅停車，不提供上下車服務）

### 停車站
吉松車站 - 栗野車站 - 大隅横川車站 - 霧島溫泉車站 - 嘉例川車站 - 隼人車站 - 鹿兒島車站 - 鹿兒島中央車站

### 使用車輛
KiHa 47型車輛。

## 沿革
- 2004年3月13日：配合九州新幹線路南段開通運行，使用2輛編成（キハ147 1045・キハ140 2066），為每日運行的臨時列車；
- 2006年
  - 1月21日：キハ47 8062加入為專用列車，原本的キハ140 2066則作為預備車或臨時車之用；
  - 3月18日：成為定期列車；
  - 12月31日：「人吉隼人之風」開始運行，並使用預備車キハ140 2066作為「人吉隼人之風」的運行車輛；
- 2012年3月19日：：キハ140 2066改裝為「指宿之玉手箱」，回到2輛編成形式。
- 2022年3月21日：服務結束。キハ47 8092 + キハ147 1045 改裝為「雙星4047」。

## 外部連結
- （日語）特急 はやとの風（JR九州） （页面存档备份，存于）
- （繁體中文）特快列車「隼人之風」（JR九州） （页面存档备份，存于）